# How to Have Sex
How to Have Sex é um filme de drama britânico de 2023 escrito e dirigido por Molly Manning Walker, na sua estreia como realizadora. O filme narra as vivências de Tara, uma jovem de dezesseis anos que embarca para a Grécia com duas amigas, vivenciando o que deveria ser o verão de suas vidas. A trama é protagonizada por Mia McKenna-Bruce, Lara Peake, Samuel Bottomley, Shaun Thomas, Enva Lewis e Laura Ambler.
How to Have Sex teve a sua estreia mundial no Festival de Cinema de Cannes em 19 de maio de 2023, onde ganhou o prêmio Un Certain Regard. Foi lançado no Reino Unido em 3 de novembro de 2023 pela Mubi.

## Enredo
As melhores amigas de dezesseis anos, Tara, Em e Skye, vão para um resort de festas em Malia, na Grécia, para umas férias que simbolizam um rito de passagem e a formatura da escola. Embora Em vá entrar em uma universidade no outono, Tara e Skye estão menos certas sobre o futuro. Todas as meninas estão ansiosas para beber, ir a discotecas e ter sexo casual, naquele que promete ser o melhor verão de suas vidas. Tara, a única virgem do grupo, sente-se pressionada a ter experiências sexuais como as suas amigas.
Enquanto está na varanda de seu quarto, um hóspede vizinho, Badger, flerta com Tara, que retribui os avanços. Ele e um dos colegas de quarto, Paddy, convidam Tara e as amigas para passarem a noite com o grupo deles. Skye, que está secretamente atraída por Badger, provoca abertamente Tara sobre sua falta de experiência sexual, apesar do constrangimento dela, e a incentiva a perder a virgindade com Paddy, enquanto Em planeja ficar com uma das amigas de Badger. Tara se aproxima de Badger, mas fica desanimada ao vê-lo se voluntariar para subir ao palco em um clube ao ar livre, onde vários estranhos praticam atos sexuais com ele como parte de um jogo. Desencantada, ela sai com Paddy. Paddy a leva para a praia e a pressiona para fazer sexo, ao que ela cede relutantemente.
Na manhã seguinte, Em e Badger ficam preocupados ao não encontrar Tara, que não voltou ao hotel. No entanto, Tara reaparece e revela que passou a noite desiludida e fraca após o sexo com Paddy. Tara parece envergonhada com sua experiência sexual e admite isso apenas para Em, sem contar a Skye. Ela também descobre que foi reprovada nos exames e terá que repeti-los, o que a deixa ainda mais abalada. Paddy trata Tara com indiferença na presença dos amigos, mas Badger, que soube da virgindade de Tara através de Skye, demonstra preocupação e cuida dela quando ela se distancia do grupo e recusa o convite para nadar nua na praia. Ele a leva de volta ao hotel e, quando ela adormece, ele a coloca na cama e vai embora.
Na manhã do último dia da viagem, Tara tenta dormir, mas Paddy entra no quarto e tenta conquistá-la. Badger testemunha a cena e fica com o coração partido. Quando estão sozinhos, Paddy tenta fazer sexo com Tara novamente, apesar de seus apelos para que pare. Ele é interrompido durante a relação sexual pelos amigos de Tara, que entram no quarto. À tarde, as amigas voltam ao aeroporto para retornar para casa. Quando está sozinha com Em, Tara admite que Paddy a estuprou, transando repetidamente com ela enquanto ela dormia. Em demonstra simpatia, mas comenta que Tara deveria ter dito algo durante a viagem. Em promete a ela que superarão os problemas juntas, e as duas embarcam no avião de volta para a Inglaterra.

## Elenco
- Mia McKenna-Bruce como Tara
- Lara Peake como Skye
- Samuel Bottomley como Paddy
- Shaun Thomas como Badger
- Enva Lewis como Em
- Laura Ambler como Paige
- Eilidh Loan como Fi
- Daisy Jelley como Gemma

## Produção
Em outubro de 2022, Mia McKenna-Bruce, Lara Peake, Shaun Thomas, Samuel Bottomley, Enva Lewis e Laura Ambler foram anunciados para o elenco do filme, com Molly Manning Walker a realizar um roteiro da própria autoria. As gravações foram feitas em Malia, na ilha de Creta, durante dois meses, a partir de setembro de 2021.

## Lançamento
How to Have Sex teve a sua estreia mundial na secção Un Certain Regard do Festival de Cinema de Cannes, em 19 de maio de 2023. Antes, a Mubi adquiriu os direitos de distribuição do filme para a América do Norte, Reino Unido, Irlanda, Itália, América Latina, Turquia e Benelux.

## Recepção

### Crítica
No site agregador de críticas Rotten Tomatoes, 95% das 62 resenhas dos críticos são positivas, com uma classificação média de 7.7/10. O consenso do site diz: "Uma estreia poderosa de Molly Manning Walker, How to Have Sex retrata de forma autêntica a adolescência feminina e a amizade com uma efervescência comedida." O Metacritic, que usa uma média ponderada, atribuiu ao filme uma pontuação de 80 em 100, baseado em 19 críticos, indicando críticas "geralmente favoráveis".
A direção de Manning Walker e a atuação de McKenna-Bruce receberam aclamação unânime. Guy Lodge, da Variety, descreveu que o filme "expõe o campo minado da educação sexual e do consentimento para uma geração pós- #MeToo, com uma precisão nas suas ambiguidades que causará suspiros tanto de contemporâneos como dos mais velhos". Clarisse Loughrey, do The Independent, comentou: "Descrito pela realizadora como vagamente autobiográfico, How to Have Sex é construído em torno de um puxão de tapete sutil, mas devastador, que expõe a cultura do sexo e do consentimento da mesma forma que F. Scott Fitzgerald colocou a Era do Jazz em destaque em O Grande Gatsby."